# Brigada 28 Infanterie (1916-1918)
Brigada 28 Infanterie a fost o mare unitate de nivel tactic, care s-a constituit la 14/27 august 1916 prin mobilizarea unor unități și subunități de rezervă, din compunerea Comandamentului IV Teritorial: Regimentul 54 Infanterie - (Roman) și Regimentul 56 Infanterie - (Fălticeni). Brigada a făcut parte din organica  Diviziei 14 Infanterie.:p. 92
La intrarea în război, Brigada 28 Infanterie a fost comandată de generalul de brigadă (rz.) Claudian Floru Ionescu. Brigada 28 Infanterie a participat la acțiunile militare pe frontul românesc, pe toată perioada războiului, între 14/27 august 1916 - 28 octombrie/11 noiembrie 1918.

## Participarea la operații

### Campania anului 1916
În campania anului 1916 Brigada 28 Infanterie a participat la acțiunile militare în dispozitivul de luptă al Diviziei 14 Infanterie participând la Ofensiva în Transilvania, Operația de apărare a trecătorilor și Bătălia de pe Valea Oltului. 

### Campania anului 1917
În campania anului 1917 Brigada 28 Infanterie a participat la acțiunile militare în dispozitivul de luptă al Diviziei 14 Infanterie , participând la Bătălia de la Mărășești . În această campanie, brigada a fost comandată de colonelul Constantin Neculcea.

## Ordinea de bătaie

### La mobilizarea din 1916
La declararea mobilizării, la 27 august 1916, Brigada 28 Infanterie a făcut parte din compunerea de luptă a Diviziei 14 Infanterie, alături de Brigada 27 Infanterie și Regimentul 24 Artilerie. Ordinea de bătaie a brigăzii era următoarea:
- Brigada 28 Infanterie

- Regimentul 54 Infanterie
- Regimentul 56 Infanterie

### Reorganizări pe perioada războiului
În prima jumătate a anului 1917, Brigada 28 Infanterie s-a reorganizat în spatele frontului. Brigada a fost inclusă în compunerea de luptă a Diviziei 14 Infanterie, alături de Brigada 27 Infanterie și Brigada 14 Artilerie. Ordinea de bătaie a brigăzii era următoarea::p. 192
- Brigada 28 Infanterie

- Regimentul 55/67 Infanterie
- Regimentul 54/56 Infanterie

## Comandanți
- General de brigadă Claudian Floru Ionescu
- Colonel Constantin Neculcea